# Spherillo collaris
Spherillo collaris är en kräftdjursart som beskrevs av Gustav Budde-Lund 1904. Spherillo collaris ingår i släktet Spherillo och familjen Armadillidae. Inga underarter finns listade i Catalogue of Life.